# Санді-Ридж (Пенсільванія)
Санді-Ридж (англ. Sandy Ridge) — переписна місцевість (CDP) в США, в окрузі Сентр штату Пенсільванія. Населення — 296 осіб (2020).

## Географія
Санді-Ридж розташоване за координатами 40°48′38″ пн. ш. 78°14′4″ зх. д. / 40.81056° пн. ш. 78.23444° зх. д. (40.810509, -78.234312).  За даними Бюро перепису населення США в 2010 році переписна місцевість мала площу 1,65 км², уся площа — суходіл.

## Демографія
Згідно з переписом 2010 року, у переписній місцевості мешкало 407 осіб у 170 домогосподарствах у складі 129 родин. Густота населення становила 247 осіб/км².  Було 194 помешкання (118/км²).
Расовий склад населення:
| - 99,8 % — білих |

До двох чи більше рас належало 0,0 %. Частка іспаномовних становила 0,5 % від усіх жителів.
За віковим діапазоном населення розподілялося таким чином: 19,7 % — особи молодші 18 років, 59,2 % — особи у віці 18—64 років, 21,1 % — особи у віці 65 років та старші. Медіана віку мешканця становила 44,7 року. На 100 осіб жіночої статі у переписній місцевості припадало 95,7 чоловіків;  на 100 жінок у віці від 18 років та старших — 92,4 чоловіків також старших 18 років.
Цивільне працевлаштоване населення становило 173 особи. Основні галузі зайнятості: роздрібна торгівля — 53,8 %, освіта, охорона здоров'я та соціальна допомога — 21,4 %, будівництво — 15,6 %.